# Carvonă
Carvona este un compus organic natural din clasa monoterpenoidelor, fiind regăsit în uleiuri esențiale. Cea mai mare concentrație se găsește în uleiul semințelor de Carum carvi (chimen), Mentha spicata (mentă) și Anethum graveolens (mărar).